# Bristol Siddeley
Bristol Siddeley Engines Ltd (BSEL) byl britský výrobce leteckých motorů. Společnost vznikla v roce 1959 fúzí firmy Bristol Aero-Engines Limited se společností Armstrong Siddeley Motors Limited. V roce 1961 dále získala společnost de Havilland Engine Company a motorovou divizi společnosti Blackburn Aircraft. Bristol Siddeley byl v roce 1966 poté absorbován společností Rolls-Royce Limited.
Továrna ve Filtonu severně od Bristolu vyráběla řadu vysoce výkonných vojenských leteckých motorů včetně dvouhřídelového proudového motoru Olympus (z něj byl později vyvinut motor Concorde), Orpheus pro cvičné a bitevní letouny Folland Gnat, dvouhřídelový dvouproudový motor se středním obtokovým poměrem a vektorováním tahu Pegasus pro letouny Hawker Siddeley P.1127/Kestrel/Harrier, turbovrtulový motor Proteus pro letadlo Bristol Britannia a Viper pro Hawker Siddeley HS.125.